# ویلاند
ویلاند (به هلندی: Weijland) یک منطقهٔ مسکونی در هلند است که در بوده‌خرافن-ریوویک واقع شده‌است. ویلاند ۳۸۹ نفر جمعیت دارد.